# Sellapan Ramanathan

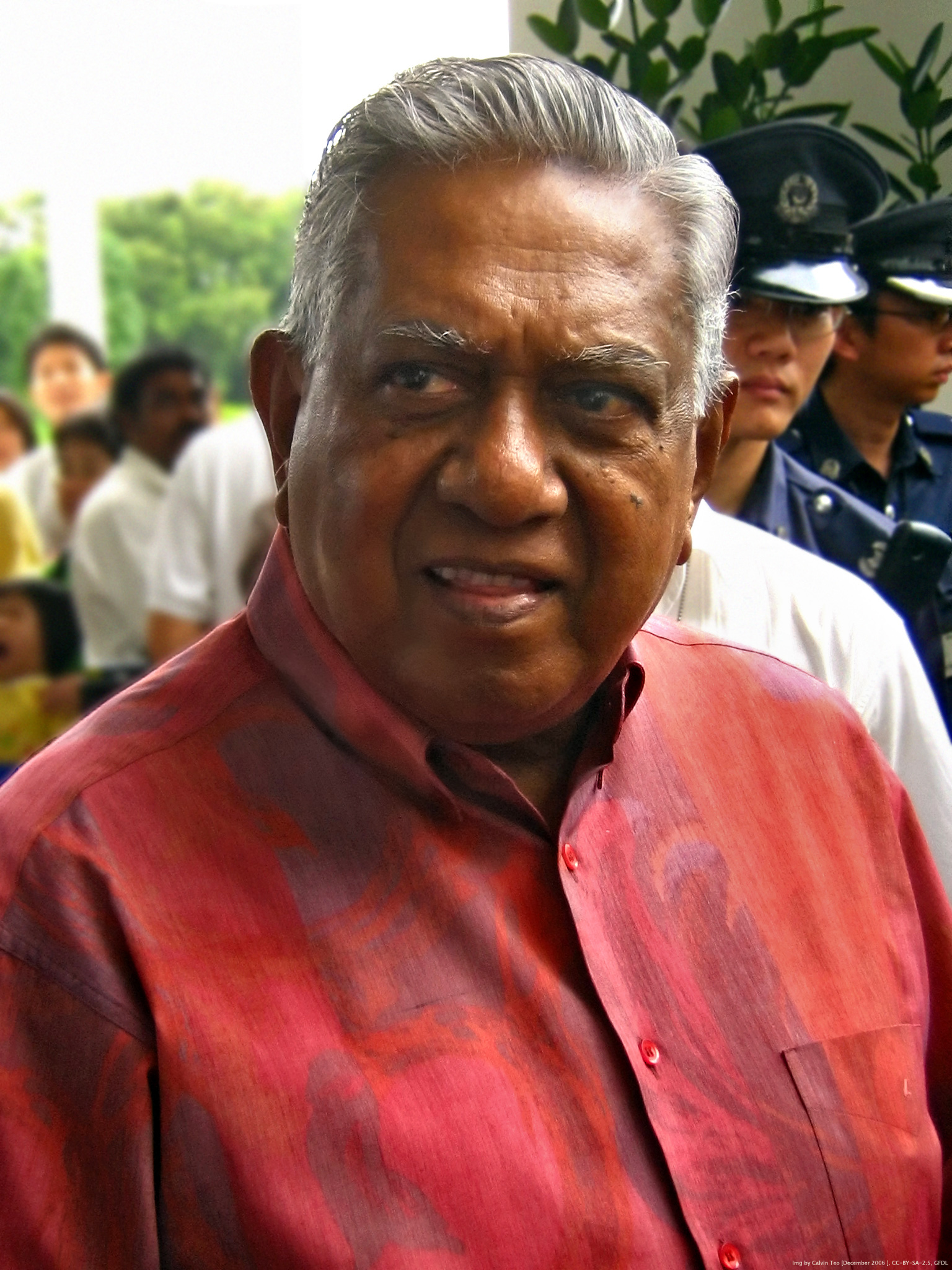
Sellapan Ramanathan (2006)

Sellapan Ramanathan, häufig SR Nathan (* 3. Juli 1924 in Singapur; † 22. August 2016 ebenda), war vom 1. September 1999 bis 31. August 2011 der sechste Präsident von Singapur.

## Leben
Nathan war tamilischer Abstammung und Hindu. Als seine Mutter von einer Pilgerfahrt aus dem indischen Rameswaram zurückkehrte, brachte sie den Jungen zur Welt. Seine Kindheit verbrachte er zusammen mit seinen drei älteren Schwestern im malaysischen Johor.
Sein Vater war Angestellter einer Anwaltskanzlei, die Kautschukbaum-Plantagen unterhielt. In den 1930ern fiel der Preis für Kautschuk und die Familie verschuldete sich. Der junge Nathan ging zurück nach Singapur und lebte bei seinem Onkel. Im Zweiten Weltkrieg arbeitete Nathan als Übersetzer für die japanische Armee. Nach dem Krieg studierte er an der Universität Malaya (die spätere Nationaluniversität Singapur) in Singapur und machte einen Abschluss 1954.
Im Februar 1966 ging Sellapan Ramanathan in das Außenministerium und arbeitete zuerst als Assistent, später als stellvertretender Minister, bevor er ab Januar 1971 das Innenministerium leitete. In das Verteidigungsministerium MINDEF wechselte Nathan im August des gleichen Jahres und übernahm die Führung des Geheimdienstes SID.
Während des Anschlages der Japanischen Roten Armee am 31. Januar 1974 auf Erdöltanks des Shell-Konzerns auf der Insel Pulau Bukom gehörte er zu einer Gruppe von Regierungsmitgliedern, die sich freiwillig als Geiseln nehmen ließen, um die Freilassung der fünf zivilen Gefangenen zu sichern.
Von 1983 bis April 1988 war Nathan Vorsitzender des „Hindu Endowments Board“ und ebenfalls Gründungsmitglied der Singapore Indian Development Association (SINDA). Als Botschafter für Singapur diente er in den USA von Juli 1990 bis 1996. Nach seiner Rückkehr arbeitete er für verschiedene Institute. Als einziger geeigneter Kandidat für das Amt des Präsidenten wurde er 1999 als Nachfolger von Ong Teng Cheong zum Staatsoberhaupt proklamiert. Auch in der Präsidentschaftswahl 2005 war Nathan einzig zugelassener Kandidat des Presidential Elections Committee, welches die drei anderen zurückwies. Dadurch musste keine Wahl stattfinden und Nathan wurde zum Präsidenten proklamiert.
Bei den Wahlen im Jahre 2011 trat Nathan nicht erneut an. Sein Nachfolger wurde Tony Tan Keng Yam.
2009 erhielt er die Ehrendoktorwürde der Keiō-Universität.